# Hügel der Erinnerung und Versöhnung Auschwitz
Der Hügel der Erinnerung und Versöhnung Auschwitz ist ein von Józef Szajna initiiertes Denkmalprojekt zur Erinnerung an die Konzentrationslager Auschwitz und Birkenau.

## Idee
1994 schlug Józef Szajna, früherer KZ-Häftling in den KZs Auschwitz und Buchenwald, gemeinsam mit anderen ehemaligen Häftlingen vor, zur Erinnerung an die Konzentrationslager einen Erinnerungshügel zu errichten.
Der begehbare Hügel soll Teil eines Gedenkparkes werden und die Form eines 30 m hohen Kegelstumpfes von 100 m Durchmesser haben, auf dem die Plastik Übergang – 2005 von Józef Szajna stehen wird.
Der Hügel soll zugleich an das KZ Auschwitz erinnern und zur Versöhnung zwischen Menschen unterschiedlichen Glaubens aufrufen.

## Aktueller Stand
Aus mehreren deutschen und polnischen Städten, darunter auch ehemalige Standorte von Konzentrationslagern, sind symbolisch Steine für den Bau des Hügels an das Projekt übergeben worden. Von zahlreichen Personen und Organisationen aus Polen, Deutschland und weiteren Staaten wird das Projekt unterstützt. Darüber hinaus hat sich die buddhistische Organisation Agon Shu mit einer Geldspende von 100.000 US-Dollar beteiligt.
Der Standort des Gedenkhügels ist noch umstritten. Ursprünglich sollte er direkt an das KZ Auschwitz I angrenzen. Weil damit aber das Aussehen des Lagergeländes stark verändert wird, soll nach Wunsch des Internationalen Auschwitzrates ein anderer Standort gesucht werden.